# Sicydium tamnifolium
Sicydium tamnifolium là một loài thực vật có hoa trong họ Cucurbitaceae. Loài này được Carl Sigismund Kunth miêu tả khoa học đầu tiên năm 1825 tại trang 175 quyển VII trong sách Nova genera et species plantarum dưới danh pháp Fevillea tamnifolia. Năm 1881 Célestin Alfred Cogniaux chuyển nó sang chi Sicydium.